# Генріх Моссдорф
Генріх Моссдорф (нім. Heinrich Moßdorf; 14 червня 1890 — 11 січня 1946) — німецький військовий ветеринар, доктор ветеринарії, генерал-майор ветеринарної служби вермахту (1 січня 1944). Кавалер Німецького хреста в сріблі.

## Біографія
Учасник Першої світової війни. На початку Другої світової війни — головний ветеринар 27-ї піхотної дивізії, з 1 лютого 1940 року — 41-го армійського корпусу, потім — знову 27-ї піхотної дивізії, з 1 травня 1940 року — 44-го армійського корпусу. З 15 грудня 1940 року — командир 1-ї навчальної групи ветеринарної академії сухопутних військ. З 1 лютого 1943 року — головний ветеринар 4-ї танкової армії. Помер в полоні.

## Нагороди
- Залізний хрест 2-го класу
- Почесний хрест ветерана війни з мечами (1934)
- Медаль «За вислугу років у Вермахті» 4-го, 3-го і 2-го класу (18 років; 2 жовтня 1936) — отримав 3 нагороди одночасно.
- Медаль «У пам'ять 13 березня 1938 року»
- Хрест Воєнних заслуг 2-го і 1-го класу з мечами
- Німецький хрест в сріблі (12 лютого 1945)